# توماس جاي ريان
توماس جاي ريان (بالإنجليزية: Thomas Jay Ryan)‏ هو ممثل أمريكي، ولد في 1 أغسطس 1962 ببيتسبرغ في الولايات المتحدة.

## أعمال

### أفلام
- (2000) أسطورة باغر فانس[4]
- (2004) إشراقة أبدية لعقل نظيف[5]

## وصلات خارجية
- توماس جاي ريان على موقع IMDb (الإنجليزية)
- توماس جاي ريان على موقع قاعدة بيانات برودواي على الإنترنت (الإنجليزية)
- توماس جاي ريان على موقع قاعدة بيانات الفيلم (الإنجليزية)